# Jolm-Zhirkovski
Jolm-Zhirkovski (ruso: Холм-Жирко́вский) es un asentamiento de tipo urbano de Rusia, capital del raión homónimo en la óblast de Smolensk.
En 2021, el territorio del asentamiento tenía una población de 3206 habitantes, de los cuales 3064 vivían en la propia localidad y el resto en 21 pedanías.
Se conoce la existencia de la localidad desde 1708, cuando se menciona en documentos como un pueblo del uyezd de Beli. En 1941-1943, se ubicó en el frente oriental de la Segunda Guerra Mundial, donde fue un punto estratégico para tres operaciones de contraataque de la Unión Soviética. En los años posteriores, los soviéticos la reconstruyeron como un pequeño punto industrial y comercial para los pueblos de la zona, con una planta procesadora de lino, una quesería y una panadería como principales industrias locales. Adoptó el estatus de asentamiento de tipo urbano en 1971.
Se ubica a orillas del río Vnukovka y muy cerca del Dniéper, unos 50 km al noroeste de Viazma y unos 40 km al noreste de Safónovo.